# ناقل الهيم
ناقل الهيم بروتين ينقل الهيم إلى أجزاء عديدة من الخلية البيولوجية التي تحتاج الهيم. والهيم مصدر رئيسي للحديد الغذائي في البشر والثدييات الأخرى، تصنيعه في الجسم مفهوم، لكن مساراته ليست مفهومة بشكل جيد. يُنظّم الهيم بشكلٍ محكم لسببين: الطبيعة السامّة للحديد في الخلايا، وعدم وجود نظام إخراج منظّم للحديد الزائد. لذلك فإنّ فهم مسارات الهيم مهمّة في فهم الأمراض مثل داء ترسب الأصبغة الدموية وفقر الدم.

## نقل الهيم
يشارك أعضاء أسرة ناقل المذاب (SLC48) و(SLC49) في نقل الهيم عبر الأغشية الخلوية (إنزيم أتباز الناقل للهيم).
حُدّد (SLC48A1) المعروف باسم الجين المستجيب للهيم 1 وجيناته المسئولة عن الطور والارتقاء على أنهم عائلة جينية ناقلة للهيم عن طريق فحص جيني في الربداء الرشيقة. يلعب البروتين دورًا في نقل الهيم من الجسيم الحال إلى السيتوبلازم. يؤدي حذف هذا الجين في الفئران إلى تراكم الهيم في الجسيم الحال، ولكن غير معروف إن كان مرتبطًا بمرض بشري.
حُدّد (FLVCR1) في الأصل على أنّه مستقبل لفيروس ابيضاض الدم الهري (السنوري)، الذي يؤدي اضطرابه الجيني إلى فقر الدم وتعطيل نقل الهيم. يبدو أنّه يحمي الخلايا في مرحلة وحدة تكوين المستعمرات-السلسلة الحمراء عن طريق تصدير الهيم لمنع سمية الهيم. تؤدي طفرات الزيجوت المتماثلة النادرة إلى ترنح العمود الخلفي الصبغي الجسدي المتنحي مع التهاب الشبكية الصباغي.
يرتبط (FLVCR2) ارتباط وثيق ب(FLCVR1) وتدعم تجارب التعداء الجيني أنه ينقل الهيم. ترتبط الطفرات في الجين باعتلال الأوعية الدموية التكاثري ومتلازمة موه انعدام المخ-استسقاء الدماغ (والمعروفة أيضا باسم متلازمة فاولر).
الجينات (SLC49A3) و(SLC49A4) أقل تميزًا. مع أنه من الناحية الوظيفية يعرف (SLC49A4) بالمعطّل للبروتين الثاني في سرطان الكلى أو (RCC4) بسبب ارتباطه بسرطان الخلايا الكلوية.